# Новосельцева Ізіда Зиновіївна
Ізіда Зіновіївна Новосельцева (8 квітня 1922, Харків — 25 січня 2000, Москва) — радянська перекладачка української літератури. Член Спілки письменників СРСР.

## Життєпис
Закінчила Харківський університет (1945) та МДУ ім. М. В. Ломоносова (1949). Під час навчання у Харкові була знайома з Олесем Гончаром, у МДУ обрала темою дипломної роботи його роман «Прапороносці». Переклала роман Гончара «Собор», набір книги було розсипано в друкарні, роман в її перекладі вперше було видано вже за часів перебудови.
Переклала романи Юрія Мушкетика «Гайдамаки» (1960), «Останній острів» (1972), «Жорстоке милосердя» (1977), «Біла тінь» (1977), романи Павло Загребельного «Спека» (1965), «Шепіт» (1969)), «З погляду вічності» (1972), «Роксолана» (книга друга, 1982), роман Володимира Бабляка «Вишневий сад» (1962), твори Ярослава Галана (для «Вибраного» 1958).), Я. Баша, А. Авраменко та ін.